# Сарджент, Логан
Логан Сарджент (англ. Logan Sargeant; род. 31 декабря 2000 года в Бока-Ратон, США) — американский автогонщик. Член Williams Driver Academy. В 2023 году дебютировал в Формуле-1 в составе команды Williams.

## Карьера

### Картинг
Логан начал заниматься картингом в 2008 году, участвуя в местных чемпионатах Флориды. Позже он участвовал в европейских чемпионатах, в 2015 году стал чемпионом мира в классе KFJ, а в 2016 году победил в WSK Champions Cup.

### Формула-4
Логан начал карьеру в формульных чемпионатах в 2016 году, первым из них стала Формула-4 Объединённых Арабских Эмиратов, где он стал вице-чемпионом. В 2017 году выступал в Британской Формуле-4 в составе команды Carlin, где занял третье место.

### Еврокубок Формулы-Рено
В 2018 году Логан перешёл в Еврокубок Формулы-Рено, где выступал за команду R-ace GP. Он одержал победу в первой гонке сезона на Поль Рикаре. Всего за сезон одержал три победы, в том числе и в последней гонке сезона в Барселоне, и занял четвёртое место, и второе место среди новичков.

### Формула-3
В 2019 году Логан выступал в новой серии ФИА Формула-3 в составе команды Carlin. За сезон четыре раза финишировал в очках, всего набрав их пять, и занял 19-е место. В ноябре 2019 года вместе с Carlin участвовал в Гран-при Макао, где финишировал на третьем месте.
В 2020 году перешёл в команду Prema Racing. В первой гонке сезона на Ред Булл Ринге финишировал на втором месте, позади напарника по команде Оскара Пиастри. Первую победу одержал в первой гонке второго этапа на Сильверстоуне после старта с поул-позиции. Позже одержал победу во второй гонке на Спа-Франкоршам. Перед последней гонкой сезона в Муджелло занимал второе место и имел одинаковое количество очков вместе с Пиастри, однако не смог побороться за титул, так как на первом круге гонки попал в аварию и сошёл, и по итогу гонки проиграл ещё и вице-чемпионский титул Тео Пуршеру.
В 2021 году из-за финансовых проблем Логан не смог выступать в Формуле-2 на полном расписании, вместе этого продолжил выступать в Формуле-3 в составе команды Charouz Racing System. За сезон финишировал четыре раза на подиуме, в том числе победил в первой гонке в Сочи, принеся команде Charouz первую победу в этой категории. По итогам сезона занял седьмое место.

### Формула-2
В 2021 году Логан принял участие в Формуле-2 на этапе в Джидде в составе команды HWA Racelab.
В 2022 году принимал участие в чемпионате в составе команды Carlin. Первую победу одержал в основной гонке в Сильверстоуне, где стартовал с поул-позиции. На Ред Булл Ринге одержал вторую победу в основной гонке после многочисленных штрафов финишировавших впереди него соперников. По итогам сезона побывал четыре раза на подиуме, занял четвёртое место и стал лучшим новичком сезона.

### Формула-1
В октябре 2021 года стал членом Williams Driver Academy.
В дни проведения Гран-при США 2022 года Williams объявила, что Логану будет предложен контракт основного гонщика команды, если он заработает достаточное количество баллов для суперлицензии. На самом Гран-при Сарджент принял участие в первой сессии свободных заездов. Также принял участие в свободных заездах в Мехико, Сан-Паулу и Абу-Даби и «молодёжных» тестах по окончании сезона.
По итогам сезона 2022 года в Формуле-2 набрал достаточное количество баллов для получения суперлицензии, и 21 октября был объявлен гонщиком Williams в 2023 году, где заменил Николаса Латифи.

## Статистика выступлений

### Общая статистика
| Сезон   | Серия                                    | Команда               | Гонки                        | Победы                       | Поулы                        | Б/Круги                      | Подиумы                      | Очки                         | Место                        |
| ------- | ---------------------------------------- | --------------------- | ---------------------------- | ---------------------------- | ---------------------------- | ---------------------------- | ---------------------------- | ---------------------------- | ---------------------------- |
| 2016—17 | Формула-4 Объединённых Арабских Эмиратов | Team Motopark         | 18                           | 0                            | 0                            | 7                            | 15                           | 261                          | 2                            |
| 2017    | Британская Формула-4                     | Carlin                | 30                           | 2                            | 2                            | 2                            | 10                           | 356                          | 3                            |
| 2017    | Еврокубок Формулы-Рено                   | R-ace GP              | 3                            | 0                            | 0                            | 0                            | 0                            | 0                            | НКЛ†                         |
| 2017    | Североевропейский кубок Формулы-Рено     | R-ace GP              | 2                            | 0                            | 0                            | 0                            | 0                            | 24                           | 23                           |
| 2017    | V de V Challenge Monoplace               | R-ace GP              | 3                            | 1                            | 1                            | 0                            | 3                            | 99                           | 28                           |
| 2018    | Еврокубок Формулы-Рено                   | R-ace GP              | 20                           | 3                            | 2                            | 3                            | 7                            | 218                          | 4                            |
| 2018    | Североевропейский кубок Формулы-Рено     | R-ace GP              | 12                           | 1                            | 0                            | 2                            | 3                            | 87                           | 5                            |
| 2019    | ФИА Формула-3                            | Carlin Buzz Racing    | 16                           | 0                            | 0                            | 0                            | 0                            | 5                            | 19                           |
| 2019    | Гран-при Макао                           | Carlin Buzz Racing    | 1                            | 0                            | 0                            | 0                            | 1                            | Н/Д                          | 3                            |
| 2020    | ФИА Формула-3                            | Prema Racing          | 18                           | 2                            | 3                            | 2                            | 6                            | 160                          | 3                            |
| 2021    | ФИА Формула-3                            | Charouz Racing System | 20                           | 1                            | 0                            | 0                            | 4                            | 102                          | 7                            |
| 2021    | Европейская серия Ле-Ман                 | Racing Team Turkey    | 2                            | 0                            | 1                            | 0                            | 0                            | 21                           | 19                           |
| 2021    | Michelin Le Mans Cup — GT3               | Iron Lynx             | 3                            | 2                            | 2                            | 3                            | 3                            | 51                           | 6                            |
| 2021    | ФИА Формула-2                            | HWA Racelab           | 3                            | 0                            | 0                            | 0                            | 0                            | 0                            | 29                           |
| 2021    | Формула-1                                | Williams Racing       | Тест-пилот/пилот по развитию | Тест-пилот/пилот по развитию | Тест-пилот/пилот по развитию | Тест-пилот/пилот по развитию | Тест-пилот/пилот по развитию | Тест-пилот/пилот по развитию | Тест-пилот/пилот по развитию |
| 2022    | ФИА Формула-2                            | Carlin                | 28                           | 2                            | 2                            | 0                            | 4                            | 148                          | 4                            |
| 2022    | Формула-1                                | Williams Racing       | Тест-пилот/пилот по развитию | Тест-пилот/пилот по развитию | Тест-пилот/пилот по развитию | Тест-пилот/пилот по развитию | Тест-пилот/пилот по развитию | Тест-пилот/пилот по развитию | Тест-пилот/пилот по развитию |
| 2023    | Формула-1                                | Williams Racing       | 22                           | 0                            | 0                            | 0                            | 0                            | 1                            | 21                           |
| 2024    | Формула-1                                | Williams Racing       | 14                           | 0                            | 0                            | 0                            | 0                            | 0                            | 23                           |

† Сарджент участвовал в соревновании по приглашению, поэтому ему не начислялись очки чемпионата.
| Легенда к таблице |                                                                    |
| --- | ------------------------------------------------------------------ |
| В таблице перечислены результаты всех гонок, в которых принимал участие гонщик. Строками таблицы являются сезоны, столбцами — этапы соревнований. В каждой клетке указаны сокращённое название этапа и результат, дополнительно обозначенный цветом. Расшифровка обозначений и цветов представлена в нижеследующей таблице. |                                                                    |
| \| Пример \| Описание \| \| ------------ \| ------------------------------------------------------------------ \| \| 1 \| Победитель \| \| 2 \| Второе место \| \| 3 \| Третье место \| \| 5 \| Финишировал, заработав очки \| \| Сход \| Не финишировал, но при этом заработал очки \| \| 12 \| Финишировал, не получив очков \| \| НКЛ \| Финишировал, но не попал в финальную классификацию \| \| 15 \| Участвовал вне зачёта, либо по отдельной классификации \| \| 18 \| Не финишировал, но попал в финальную классификацию \| \| Сход \| Не финишировал \| \| НКВ \| Не прошёл квалификацию \| \| НПКВ \| Не прошёл предквалификацию \| \| ДСК \| Дисквалифицирован \| \| ИСК \| Исключён из протокола соревнований \| \| ТТ \| Заявлен для участия только в тренировках \| \| НС \| Участвовал в квалификации, но не стартовал в гонке \| \| Т \| Травмирован или болен \| \| ОТК \| Отказ от участия \| \| НТР \| Прибыл на соревнования, но на трассу не выезжал \| \| НПР \| Был заявлен в числе участников, но не прибыл к началу соревнований \| \| О \| Соревнования отменены \| \| \| Не участвовал \| \| Поул-позиция \| \| \| Быстрый круг \| \| |                                                                    |
| Пример | Описание                                                           |
| 1 | Победитель                                                         |
| 2 | Второе место                                                       |
| 3 | Третье место                                                       |
| 5 | Финишировал, заработав очки                                        |
| Сход | Не финишировал, но при этом заработал очки                         |
| 12 | Финишировал, не получив очков                                      |
| НКЛ | Финишировал, но не попал в финальную классификацию                 |
| 15 | Участвовал вне зачёта, либо по отдельной классификации             |
| 18 | Не финишировал, но попал в финальную классификацию                 |
| Сход | Не финишировал                                                     |
| НКВ | Не прошёл квалификацию                                             |
| НПКВ | Не прошёл предквалификацию                                         |
| ДСК | Дисквалифицирован                                                  |
| ИСК | Исключён из протокола соревнований                                 |
| ТТ | Заявлен для участия только в тренировках                           |
| НС | Участвовал в квалификации, но не стартовал в гонке                 |
| Т | Травмирован или болен                                              |
| ОТК | Отказ от участия                                                   |
| НТР | Прибыл на соревнования, но на трассу не выезжал                    |
| НПР | Был заявлен в числе участников, но не прибыл к началу соревнований |
| О | Соревнования отменены                                              |
| | Не участвовал                                                      |
| Поул-позиция |                                                                    |
| Быстрый круг |                                                                    |

### Формула-3
| Сезон | Команда               | 1        | 2          | 3         | 4       | 5        | 6          | 7         | 8          | 9        | 10          | 11       | 12         | 13      | 14       | 15       | 16       | 17       | 18         | 19    | 20      | 21      | Место | Очки |
| ----- | --------------------- | -------- | ---------- | --------- | ------- | -------- | ---------- | --------- | ---------- | -------- | ----------- | -------- | ---------- | ------- | -------- | -------- | -------- | -------- | ---------- | ----- | ------- | ------- | ----- | ---- |
| 2019  | Carlin Buzz Racing    | КАТ 1 15 | КАТ 2 14   | ЛЕК 1 12  | ЛЕК 2 8 | РБР 1 22 | РБР 2 26   | СИЛ 1' 26 | СИЛ 2 13   | ХУН 1 10 | ХУН 2 8     | СПА 1 13 | СПА 2 Сход | МНЦ 1 9 | МНЦ 2 10 | СОЧ 1 15 | СОЧ 2 10 |          |            |       |         |         | 19    | 5    |
| 2020  | Prema Racing          | РБР1 1 2 | РБР1 2 27  | РБР2 1 6‡ | РБР2 2  | ХУН 1 6  | ХУН 2 4    | СИЛ1 1 3  | СИЛ1 2 5   | СИЛ2 1   | СИЛ2 2 Сход | КАТ 1 3  | КАТ 2 5    | СПА 1 8 | СПА 2 1  | МНЦ 1 26 | МНЦ 2 24 | МУД 1 6  | МУД 2 Сход |       |         |         | 3     | 160  |
| 2021  | Charouz Racing System | КАТ 1 4  | КАТ 2 Сход | КАТ 3 9   | ЛЕК 1 4 | ЛЕК 2 12 | ЛЕК 3 Сход | РБР 1 15  | РБР 2 Сход | РБР 3 8  | ХУН 1 3     | ХУН 2 9  | ХУН 3 10   | СПА 1 8 | СПА 2 3  | СПА 3 7  | ЗАН 1 2  | ЗАН 2 10 | ЗАН 3 6    | СОЧ 1 | СОЧ 2 О | СОЧ 3 4 | 7     | 102  |

‡ Награждён половинчатыми очками, так как было пройдено менее 75 % полной гоночной дистанции

### Формула-2
| Сезон | Команда     | 1         | 2         | 3            | 4          | 5         | 6         | 7         | 8         | 9          | 10        | 11        | 12        | 13        | 14        | 15        | 16        | 17        | 18           | 19           | 20            | 21           | 22        | 23        | 24           | 25        | 26           | 27        | 28        | Место | Очки |
| ----- | ----------- | --------- | --------- | ------------ | ---------- | --------- | --------- | --------- | --------- | ---------- | --------- | --------- | --------- | --------- | --------- | --------- | --------- | --------- | ------------ | ------------ | ------------- | ------------ | --------- | --------- | ------------ | --------- | ------------ | --------- | --------- | ----- | ---- |
| 2021  | HWA Racelab | БАХ СПР1  | БАХ СПР2  | БАХ ГОН      | МОН СПР1   | МОН СПР2  | МОН ГОН   | БАК СПР1  | БАК СПР2  | БАК ГОН    | СИЛ СПР1  | СИЛ СПР2  | СИЛ ГОН   | МНЦ СПР1  | МНЦ СПР2  | МНЦ ГОН   | СОЧ СПР1  | СОЧ СПР2  | СОЧ ГОН      | ДЖИ СПР1 16  | ДЖИ СПР2 Сход | ДЖИ ГОН 14   | ЯСМ СПР1  | ЯСМ СПР2  | ЯСМ ГОН      |           |              |           |           | 29    | 0    |
| 2022  | Carlin      | БАХ СПР 6 | БАХ ГОН 7 | ДЖИ СПР Сход | ДЖИ ГОН 12 | ИМО СПР 6 | ИМО ГОН 7 | БАР СПР 3 | БАР ГОН 4 | МОН СПР 10 | МОН ГОН 9 | МОН СПР 6 | МОН ГОН 2 | СИЛ СПР 7 | СИЛ ГОН 1 | РБР СПР 7 | РБР ГОН 1 | ПОЛ СПР 8 | ПОЛ ГОН Сход | ХУН СПР Сход | ХУН ГОН 10    | СПА СПР Сход | СПА ГОН 5 | ЗАН СПР 8 | ЗАН ГОН Сход | МНЦ СПР 4 | МНЦ ГОН Сход | ЯСМ СПР 6 | ЯСМ ГОН 5 | 4     | 148  |

### Формула-1
| Легенда к таблице |                                                                    |
| --- | ------------------------------------------------------------------ |
| В таблице перечислены результаты всех Гран-при Формулы-1, в которых принимал участие гонщик. Строками таблицы являются сезоны, столбцами — этапы чемпионата мира. В каждой клетке указаны сокращённое название этапа и результат, дополнительно обозначенный цветом. Расшифровка обозначений и цветов представлена в нижеследующей таблице. |                                                                    |
| \| Пример \| Описание \| \| ------------ \| ------------------------------------------------------------------ \| \| 1 \| Победитель \| \| 2 \| Второе место \| \| 3 \| Третье место \| \| 5 \| Финишировал, заработав очки \| \| Сход \| Не финишировал, но при этом заработал очки \| \| 12 \| Финишировал, не получив очков \| \| НКЛ \| Финишировал, но не попал в финальную классификацию \| \| 15 \| Участвовал вне зачёта, либо по отдельной классификации \| \| 18 \| Не финишировал, но попал в финальную классификацию \| \| Сход \| Не финишировал \| \| НКВ \| Не прошёл квалификацию \| \| НПКВ \| Не прошёл предквалификацию \| \| ДСК \| Дисквалифицирован \| \| ИСК \| Исключён из протокола соревнований \| \| ТТ \| Заявлен для участия только в тренировках \| \| НС \| Участвовал в квалификации, но не стартовал в гонке \| \| Т \| Травмирован или болен \| \| ОТК \| Отказ от участия \| \| НТР \| Прибыл на соревнования, но на трассу не выезжал \| \| НПР \| Был заявлен в числе участников, но не прибыл к началу соревнований \| \| О \| Соревнования отменены \| \| \| Не участвовал \| \| Поул-позиция \| \| \| Быстрый круг \| \| |                                                                    |
| Пример | Описание                                                           |
| 1 | Победитель                                                         |
| 2 | Второе место                                                       |
| 3 | Третье место                                                       |
| 5 | Финишировал, заработав очки                                        |
| Сход | Не финишировал, но при этом заработал очки                         |
| 12 | Финишировал, не получив очков                                      |
| НКЛ | Финишировал, но не попал в финальную классификацию                 |
| 15 | Участвовал вне зачёта, либо по отдельной классификации             |
| 18 | Не финишировал, но попал в финальную классификацию                 |
| Сход | Не финишировал                                                     |
| НКВ | Не прошёл квалификацию                                             |
| НПКВ | Не прошёл предквалификацию                                         |
| ДСК | Дисквалифицирован                                                  |
| ИСК | Исключён из протокола соревнований                                 |
| ТТ | Заявлен для участия только в тренировках                           |
| НС | Участвовал в квалификации, но не стартовал в гонке                 |
| Т | Травмирован или болен                                              |
| ОТК | Отказ от участия                                                   |
| НТР | Прибыл на соревнования, но на трассу не выезжал                    |
| НПР | Был заявлен в числе участников, но не прибыл к началу соревнований |
| О | Соревнования отменены                                              |
| | Не участвовал                                                      |
| Поул-позиция |                                                                    |
| Быстрый круг |                                                                    |

| Сезон | Команда         | Шасси         | Двигатель                                  | Ш | 1      | 2      | 3        | 4      | 5      | 6        | 7      | 8        | 9        | 10     | 11     | 12     | 13       | 14     | 15     | 16       | 17       | 18     | 19       | 20       | 21       | 22       | 23  | 24  | Место | Очки |
| ----- | --------------- | ------------- | ------------------------------------------ | - | ------ | ------ | -------- | ------ | ------ | -------- | ------ | -------- | -------- | ------ | ------ | ------ | -------- | ------ | ------ | -------- | -------- | ------ | -------- | -------- | -------- | -------- | --- | --- | ----- | ---- |
| 2022  | Williams Racing | Williams FW44 | Mercedes-AMG F1 M13 E Performance 1,6 V6 T | P | БАХ    | САУ    | АВС      | ЭМИ    | МАЙ    | ИСП      | МОН    | АЗЕ      | КАН      | ВЕЛ    | АВТ    | ФРА    | ВЕН      | БЕЛ    | НИД    | ИТА      | СИН      | ЯПО    | СОЕ тест | МЕХ тест | САП тест | АБУ тест |     |     | —     | —    |
| 2023  | Williams Racing | Williams FW45 | Mercedes-AMG F1 M14 E Performance 1,6 V6 t | P | БАХ 12 | САУ 16 | АВС Сход | АЗЕ 16 | МАЙ 20 | МОН 18   | ИСП 20 | КАН Сход | АВТ 13   | ВЕЛ 11 | ВЕН 18 | БЕЛ 17 | НИД Сход | ИТА 13 | СИН 14 | ЯПО Сход | КАТ Сход | США 10 | МЕХ 16   | САП 11   | ЛАС 16   | АБУ 16   |     |     | 21    | 1    |
| 2024  | Williams Racing | Williams FW46 | Mercedes-AMG F1 M15 E Performance 1,6 V6 t | P | БАХ 20 | САУ 14 | АВС ОТК  | ЯПО 17 | КИТ 17 | МАЙ Сход | ЭМИ 17 | МОН 15   | КАН Сход | ИСП 20 | АВТ 19 | ВЕЛ 11 | ВЕН 17   | БЕЛ 17 | НИД 16 | ИТА      | АЗЕ      | СИН    | США      | МЕХ      | САП      | ЛАС      | КАТ | АБУ | 23    | 0    |